# Henry Clay Frick

Henry Clay Frick 1874 als junger Mann

Henry Clay Frick (* 19. Dezember 1849 in West Overton, Pennsylvania; † 2. Dezember 1919 in New York City) war ein US-amerikanischer Industrieller.

## Biografie

### Jugend und Beruf
Henry Clayton Frick war der Sohn von John Wilson und Elizabeth (Overholt) Frick. Sein Vater hatte schweizerische und seine Mutter deutsche Vorfahren. Er hatte drei Schwestern und zwei Brüder. In den Sommermonaten musste er auf der Farm mithelfen und im Winter war Zeit für die Schule. Mit 14 Jahren war er Lehrjunge in dem Kolonialwarengeschäft von Overholt, Shallenberger and Company in Mount Pleasant, Pa. und mit 19 lernte er die Buchhaltung in der Firma seines Großvaters Overholt's Flouringmill and Distillery in Broad Ford, Pa., dem Zentrum des Kohle-Distrikts der Connellsville-Region. Mit einer Voraussicht, die ungewöhnlich in so jungen Jahren ist, erkannte er die Möglichkeiten, welche in der Ausbeutung der Kohlevorkommen lagen im Hinblick auf die wachsenden Eisenwerke in Pittsburgh.

Koksöfen im Gebiet von Connellsville

1871 gründete der junge Frick mit Abraham O. Tintsman, einem der Partner seines Großvaters, und Joseph Hist, die Firma Frick and Company. Sie betrieben eine Kokerei und besaßen 300 acres von kohlehaltigem Land und 50 Koksöfen. Zu jener Zeit gab es nicht einmal 400 Öfen in dem ganzen Gebiet von Connellsville, das insgesamt 100 Quadratmeilen ausmachte. Im darauf folgenden Jahr errichtete Frick and Company 150 weitere Koksöfen. Frick war ebenfalls einer der Planer der Mount Pleasant und Broad Ford Eisenbahn, die etwa zu jener Zeit gebaut wurde. Er ließ auch Straßen bauen, um die Kohle zu den Öfen zu transportieren. Während der Finanzkrise von 1873 gewährte ihm der Bankier Thomas Mellon, den Frick durch seinen Mut überzeugen konnte, einen Kredit, durch den er in der Lage war, all jene Werke mit dem Land seiner ängstlich gewordenen Wettbewerber entweder zu kaufen oder zu pachten, einschließlich der Anteile seiner Geschäftspartner, so dass er bis 1876 alleiniger Eigentümer von Frick and Company war.

”Clayton” Henry Clay Fricks Haus in Pittsburgh

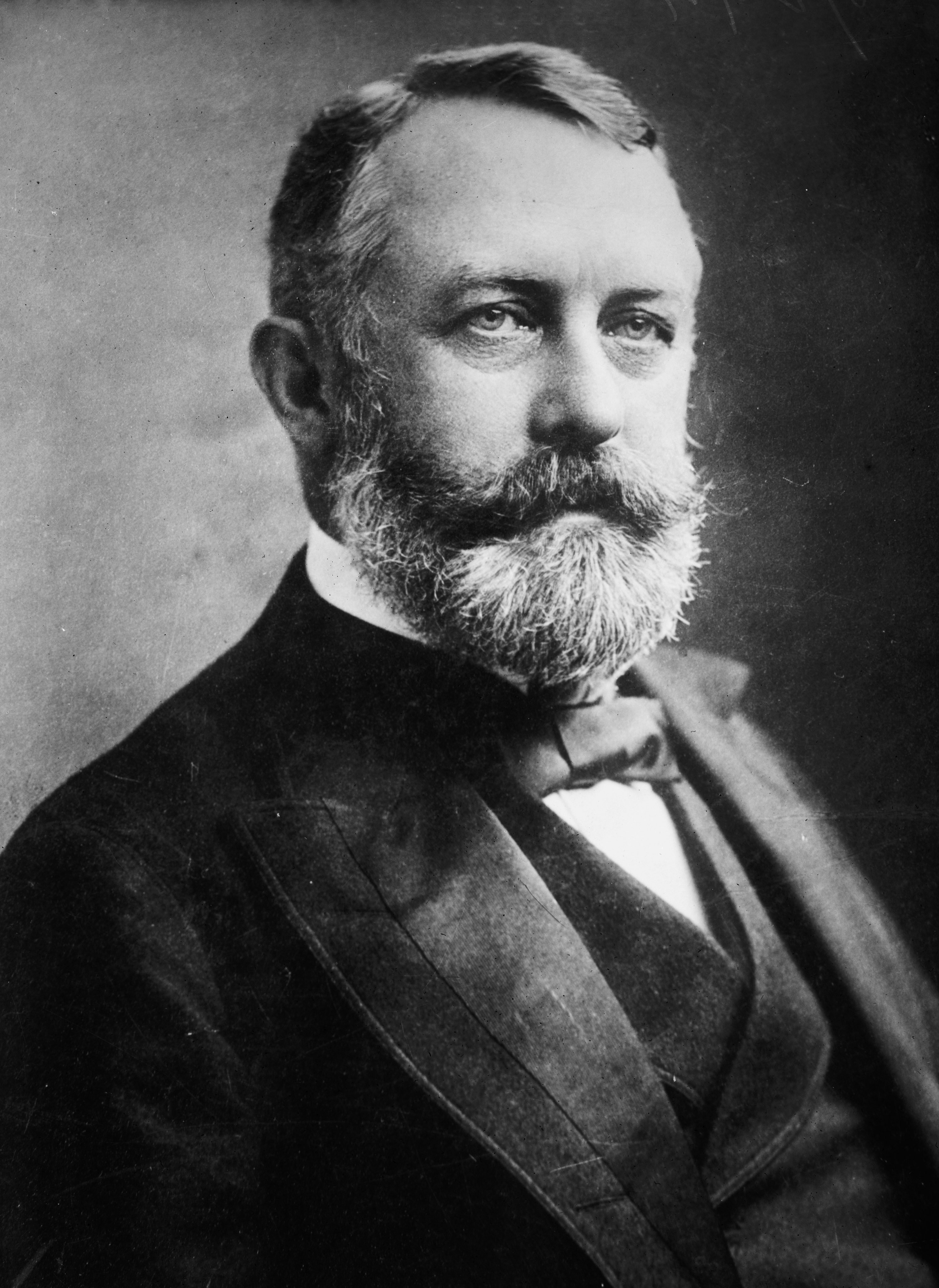
Henry Clay Frick

### Beteiligung der Carnegie Bros. and Company Ltd
Frick war im Koks- und Stahlgeschäft tätig. Bereits mit 30 Jahren wurde er Millionär. Er versorgte unter anderem das Unternehmen des Stahlmagnaten Andrew Carnegie mit Koks und fusionierte 1881 sein Unternehmen mit dem seines bis dahin besten Kunden. Seine Firma hatte unter seiner Führung 1.026 Öfen und 3.000 acres Kohleland. Die Firma wurde re-organisiert mit einem Kapital von $2 Mio. und wurde ein Jahr später erhöht auf $3 Mio., um Schritt zu halten mit dem gewachsenen Geschäft. 1889 wurde das Kapital weiter erhöht auf $5 Mio., und die H. C. Frick Coke Company besaß und kontrollierte mittlerweile 35.000 acres (ca. 15.000 ha) von Kohleland d. h. beinahe 2/3 der 15.000 Öfen in Connellsville sowie drei Wasserwerke mit einer Pumpenleistung von täglich 5.000.000 gallons, 35 Meilen der Eisenbahnlinie sowie 1.200 Kokswaggons. Sie beschäftigten 11.000 Arbeiter und die Verschiffung von Kohle und Koks belief sich auf 1.100 Waggons täglich. Er wurde der Coke King genannt.
Indem er den Anteil von David A. Stewart 1889 kaufte, wurde Frick zum zweitgrößten Anteilsbesitzer in der Firma Carnegie Bros, and Company, Ltd. und als Vorsitzender gewählt. Er wurde Direktor von Carnegie, Phipps and Company, und setzte die Präsidentschaft bei der H. C. Frick Coke Company fort, von der er vorher zurückgetreten war.
Beim Kauf eines Wettbewerbers, den Duquesne Steel Works, war er höchst erfolgreich, indem er nicht einen einzigen Dollar ausgab. Für den Kauf gab er Bonds heraus für insgesamt $1 Mio., und das Werk hatte sich selbst innerhalb eines Jahres amortisiert. Es wurde bald das modernste und am besten ausgestattete Stahlwerk im ganzen Land. Daneben sorgten die arbeitssparenden Vorrichtungen dafür, dass die Kosten für eine Tonne produzierten Eisens nur soviel kosteten wie 1 1⁄2 Tonnen anderswo.
1892 wurden alle Carnegie-Beteiligungen – mit Ausnahme von Koks – in die Carnegie Steel Company, Ltd. zusammengefasst und Frick wurde zum Vorsitzenden dieser Firma gewählt. So wurde nicht nur die Firmenkraft gebündelt, sondern die vielen verstreuten Beteiligungen zu einer Industrie-Einheit geformt. Dies führte zum Bau der Union Railway; dadurch wurden die im westlichen Pennsylvania weit auseinander liegenden Werke miteinander verbunden. Da Eisenerz jetzt das einzige Rohmaterial war, das von Fremdfirmen geliefert wurde, widmete Frick seine ganze Aufmerksamkeit dieser Angelegenheit. So sicherte sich die Carnegie Company durch Fricks Initiative und Schnelligkeit die Hälfte der Oliver Mining Company. So erhielten sie eine Versorgung mit hochgradigem Bessemer-Erz für ihre Werke durch ein vergleichsweise triviales Übereinkommen über ein Darlehen von $500.000, abgesichert durch Hypotheken auf den Grund und Boden. Um eine kontinuierliche Versorgung mit Eisenerz sicherzustellen, kaufte Frick – mit einem Pittsburgh Industriellen als Partner – ausgedehnte Erzvorkommen in dem kürzlich erschlossenen Mesabi Range in der Nähe des Lake Superior (Oberer See). Auf Fricks Drängen pachtete Carnegie ebenfalls Land in einem Gebiet, das John D. Rockefeller gehörte.

Hauptstraße in Johnstown nach der Flut

### Überflutung von Johnstown
Frick war der führende Investor einer Gruppe, die ein Stück Land am Lake Conemaugh, der auch ein Rückhaltebecken war, nahe Johnstown, Pa., kauften und den dortigen Strand in einen privaten Erholungsort für Wohlhabende ausbauten. Sie nannten es den South Fork Fishing and Hunting Club. Unter den vielen Änderungen in diesen Gebiet legte Fricks Gruppe den Damm niedriger und erhöhte die Wasserhöhe im See, während sie sich nicht weiter um die Pflege des Damms kümmerte; Faktoren, die dazu beitrugen, dass der Damm am 31. Mai 1899 zusammenbrach und die „Johnstown-Flut“ hervorriefen.
Etwa 20 Millionen Tonnen Wasser und unzählige weitere Tonnen mit Geröll und Schmutz ergossen sich ins Tal, wo um die 2.200 Menschen den Tod fanden. Der South Fork Fishing and Hunting Club wurde angeklagt, aber laut Gerichtsurteil fiel der Dammbruch unter „höhere Gewalt“. Frick, dessen Vermögen auf $12 Mio. geschätzt wurde, spendete Tausende von Dollar an den Hilfsfonds.

### Streik von Homestead
1882 verringerte Frick die Löhne einseitig um mehr als 20 % und weigerte sich, mit den Vertretern der Gewerkschaft (Amalgamated Iron and Steel Workers Union) zu verhandeln. Damit löste er einen der größten Streiks der amerikanischen Geschichte aus: den Streik von Homestead. Carnegie hatte Frick Carte blanche gegeben („sie werden schon klein beigeben“) und war zu seinem jährlichen Urlaub nach Schottland abgereist. Mit dieser Rückendeckung versuchte nun Frick, den „Herr-im-Haus“-Standpunkt der Unternehmerseite brutal durchzusetzen. Er heuerte, um den Streik in seinem Stahlwerk zu brechen, nicht nur Streikbrecher an, sondern zu deren Schutz auch bewaffnete Hundertschaften der Pinkerton-Agentur. Im Laufe der Auseinandersetzungen zwischen Streikenden und Streikbrechern wurden innerhalb eines Tages 10 Menschen getötet und 60 verwundet, bevor der Gouverneur von Pennsylvania das Kriegsrecht verhängte.

Henry Clay Frick um 1910

”Eagle Rock” die Sommer-Residenz

Am 23. Juli 1892 versuchte der russische Einwanderer und Anarchist Alexander Berkman, Frick zu erschießen. Nachdem Berkman in Fricks Büro vorgedrungen war, schoss er dreimal auf ihn und stach zweimal mit einem vergifteten Messer zu, aber erfolglos. Berkman wurde infolge der Tat wegen Mordversuchs zu 22 Jahren Haft verurteilt, wovon er 14 Jahre, viele davon in Einzelhaft, im Gefängnis verbrachte.

### Zerwürfnis mit Carnegie
Obwohl die Firma höchst erfolgreich war, wurde die Partnerschaft von Frick und Carnegie 1899 nach einem Zerwürfnis beendet. Als Carnegie – im Glauben, dass er auf eine bindende Vereinbarung aus 1887 handelte – einen Preis für den Koks von der Frick Coke Company festsetzte, der erheblich unter dem Marktwert lag, stellte Frick die Kokslieferungen ein, was die Carnegie Company zum Schließen zwingen würde. Als Mehrheitseigner der Aktien sowohl der Koks- als auch der Stahlfirma erzwang er Fricks Rücktritt von beiden Firmen. Nach den Bedingungen der „wasserdichten“ Partnerschaftsvereinbarung von 1887 war die Carnegie Company verpflichtet, Fricks Anteile bei dessen Rücktritt aufzukaufen. Carnegie weigerte sich jedoch, mehr als den vereinbarten Betrag zu zahlen, obwohl 1899 der Wert der Aktien um mehr als das Dreifache gestiegen war. Frick klagte auf den Marktwert und die Ungültigkeit der Vereinbarung.
Weil Frick geschäftsschädigende Enthüllungen über die anscheinend gewaltigen Gewinne der Firma Carnegie fürchtete, einigten sich die Kontrahenten außergerichtlich mit einem Wert von $15 Mio. von Fricks Anteil. Beide Männer zogen sich aus der Firmenleitung zurück und sprachen nie mehr miteinander. Fricks Nachfolger wurde Charles M. Schwab als Vorsitzender von Carnegie Steel. Als Carnegie später noch einmal eine Aussöhnung versuchte, antwortete Frick: I will see him in hell, where we are both going. („Ich werde ihn in der Hölle treffen, wohin wir beide gehen werden.“)
Portfolio.com nahm Frick in die Liste der schlechtesten amerikanischen Geschäftsführer auf. Unter seinen Kritikern war er auch als „meistgehasster Mann Amerikas“ bekannt.

### Neue Interessen
In den frühen 1900er Jahren dehnte Frick seine Interessen weiter aus und baute eine große Koks- und Stahlfabrik in Clairton, Pa., die St. Clair Steel Company, Gleichzeitig investierte Frick in Bergbaufirmen in West Virginia, Colorado, Wyoming und in Zentral-Peru.
Auch investierte er in Grundbesitz in Pittsburgh. Er finanzierte den Bau des Bürogebäudes, das Frick Building in Pittsburgh, 1901–1902 nach den Plänen des Architektenbüros Daniel Burnham, den Frick Anbau, das William Penn Hotel und die Union Arcades.

### Umzug nach New York
1904 ließ er von den Architekten Little & Browne seinen Sommersitz Eagle Rock in Prides Crossing in Beverly, Massachusetts, am in Mode gekommenen Nordstrand von Boston mit 104 Zimmer bauen. Die Räume benötigte er für seine Gemäldesammlung. Das Gebäude wurde 1969 abgerissen.
1905 hatten sich Fricks Geschäftsinteressen und gesellschaftlichen Verpflichtungen von Pittsburgh nach New York City verlagert, so dass er mit seiner Ehefrau Adelaide und den beiden Kindern, Childs und Helen Clay, nach dorthin umzog. Er mietete die Villa von William H. Vanderbilt an der 640 Fifth Avenue, wo sie neun Jahre lang lebten.
1906 begann Frick Pläne zu schmieden für den Bau eines eigenen Hauses in New York, indem er das Land kaufte an der Ecke 70th Street und 5th Avenue. Zu der Zeit stand dort noch die Lenox-Bücherei und Frick musste warten, bis die New York Public Library 1911 eröffnete, welche die Lenox-Bücherei dann aufnahm. Obwohl Frick angeboten hatte, die Lenox-Bücherei auf seine eigenen Kosten an einen anderen Ort umzusiedeln, konnte keine Übereinkunft mit der Stadt erzielt werden. Als er die Besitzurkunde für das Grundstück 1912 erhielt, wurde das Gebäude abgerissen. Nachdem die Planung für das Haus 1912 beendet waren, wurde 1913 mit dem Bau begonnen. Dort verbrachte er seinen Lebensabend inmitten seiner Kunstsammlung, der heutigen Frick Collection – die bedeutende Kunstsammlung des Fabrikanten, die in eine Stiftung eingebracht wurde. Frick kaufte für seinen Sohn Childs Frick den Landsitz Clayton auf Long Island, östlich von New York City.

### Titanic
Frick hatte im Februar 1912 eine Suite auf der Titanic gebucht und wollte mit seiner Frau deren Jungfernfahrt miterleben. Doch dazu kam es nie, da sich seine Frau bei einer Mittelmeerkreuzfahrt den Knöchel verstauchte und Frick somit gezwungen war, die Reise zu stornieren.

### Familie
Frick heiratete am 15. Dezember 1881 Adelaide Howard Childs (1858–1931), die Tochter von Asa Child und Martha Howard Childs. Das Ehepaar kaufte ein Haus (Clayton) an der Ecke von Penn und Homewood Street in Pittsburghs vornehmen Viertel East End. Jene Familien – Heinz, Westinghouse, Carnegie und Frick –, die um 1900 im East End von Pittsburgh lebten, waren die größten Kapitalisten des Landes und besaßen 40 % des Vermögens. Die Post wurde 7× am Tag zugestellt, damit sie mit ihren Fabriken, Banken und dem Markt in Verbindung bleiben konnten. Viele Politiker und Präsidenten kamen zu Besuch und so manches Geschäft wurde in diesen Häusern vorbereitet. Sie hatten auch ihre eigene private Bahnstation der Pennsylvania Railroad, mit einem täglichen Express-Zug nach New Yorks Finanzviertel.
Sie hatten vier Kinder, von denen zwei das Erwachsenenalter erreichten:
- Childs Frick, geboren 12. März 1883, gest. 9. Mai 1965 in Clayton (Nassau County)
- Martha Howard Frick geboren 9. August 1885, † 25. Juli 1891 nach langer Krankheit
- Helen Clay Frick in geboren 3. Sept. 1888, gest. am 9. November 1984 in "Clayton", Pittsburgh
- Henry Clay Frick Jr. geboren 8. Juli 1892 † 3. August 1892 (Frühgeburt)